# Jacquemontia prostrata
Jacquemontia prostrata är en vindeväxtart som beskrevs av Jacques Denys Denis Choisy. Jacquemontia prostrata ingår i släktet Jacquemontia och familjen vindeväxter. Inga underarter finns listade i Catalogue of Life.